# Törpe-remetekolibri
A törpe-remetekolibri (Phaethornis idaliae) a madarak osztályának sarlósfecske-alakúak (Apodiformes)  rendjébe és a kolibrifélék (Trochilidae) családjába tartozó faj.

## Rendszerezése
A fajt Jules Bourcier és Étienne Mulsant írták le 1856-ban, a Trochilus nembe Trochilus Idaliae néven.

## Előfordulása
Brazília délkeleti részén, Bahia és Rio de Janeiro államok területén honos. Természetes élőhelyei a szubtrópusi és trópusi síkvidéki esőerdők. Állandó, nem vonuló faj.

## Megjelenése
Testhossza 10 centiméter.

## Természetvédelmi helyzete
Az elterjedési területe nagyon nagy, egyedszáma pedig csökken, de még nem éri el a kritikus szintet. A Természetvédelmi Világszövetség Vörös listáján nem fenyegetett fajként szerepel.